# Martin Leyer-Pritzkow
Martin Leyer-Pritzkow (* 2. Januar 1957 in Düsseldorf) ist ein deutscher Kurator und Autor für zeitgenössische Kunst.

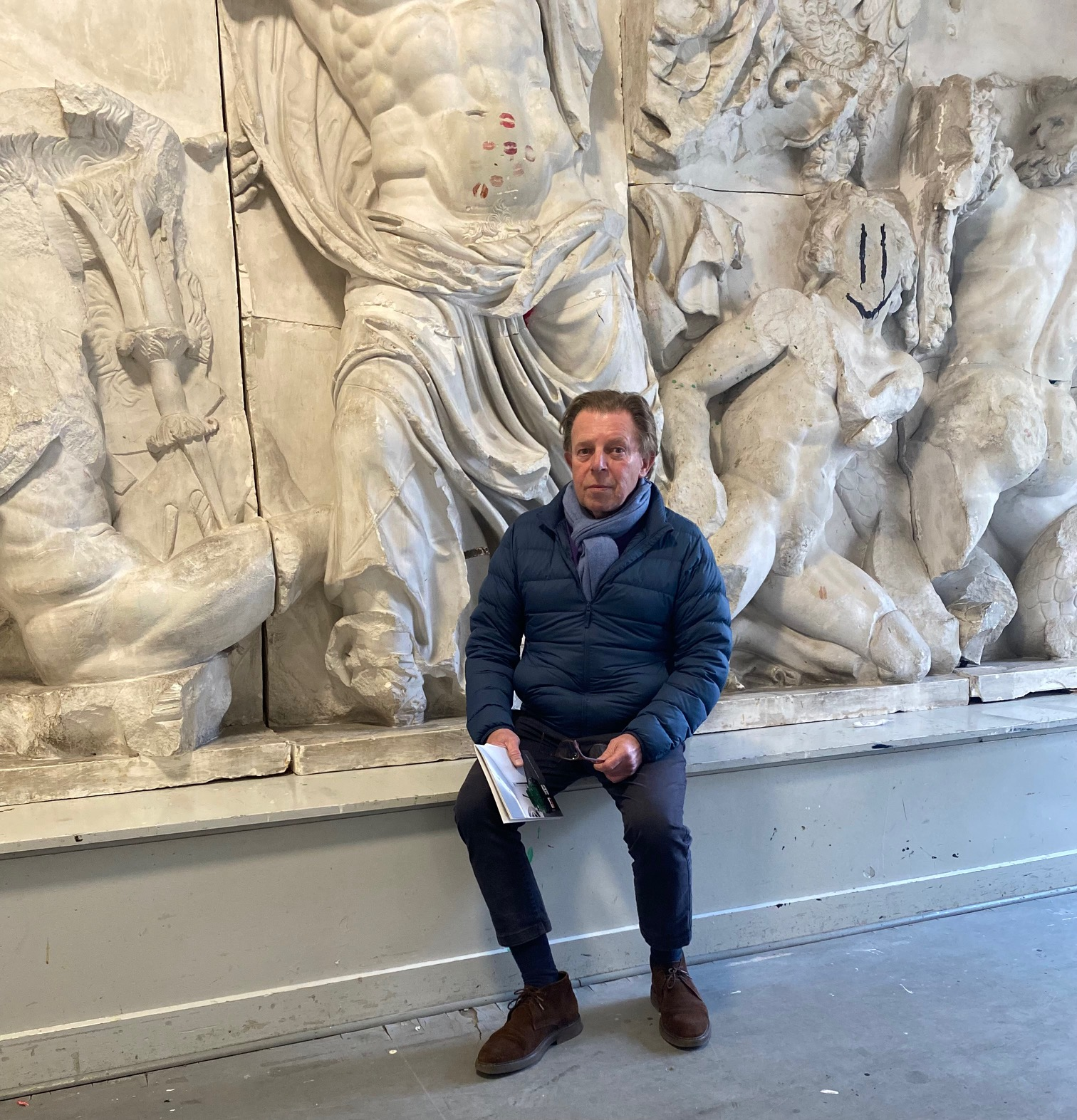
Martin Leyer-Pritzkow während des jährlichen Rundgangs an der Kunstakademie Düsseldorf 2025

## Leben
Martin Leyer-Pritzkow wuchs die ersten Jahre in Düsseldorf auf. Geprägt durch seinen Großvater, der ihn bereits als Kind in viele Ausstellungen der Moderne führte, entwickelte sich sein Interesse für Kunst. Am Gymnasium in Düsseldorf-Gerresheim erhielt er Kunstunterricht bei Konrad Fischer (Pseudonym: Konrad Lueg) und Gerhard Richter. 1972 wechselte Leyer-Pritzkow die Schule und machte sein Abitur in Bonn.
Nach dem Studium der Volkswirtschaftslehre an den Universitäten Regensburg und Köln begann er seine berufliche Laufbahn 1983 als Marketing-Manager bei Diners Club Deutschland. 1989 wurde er Direktor für Marketing und Vertrieb bei der Augsburger Aktienbank einer damaligen Tochtergesellschaft der Schweizer Rück Versicherung sowie der Dr. Harald Quandt, Holding. Nach weiteren Stationen als geschäftsführender Gesellschafter eines Marketing-Unternehmens in München und Berater einer französischen Unternehmensberatung in Lyon machte er sich 1996 als freier Kurator in Düsseldorf selbstständig.
Martin Leyer-Pritzkow realisiert selbstkonzipierte Ausstellungen mit zeitgenössischer Kunst im In- und Ausland. Er vermittelt zeitgenössische Kunst und betreut künstlerische Lebenswerke. Er hält Vorträge und gibt Interviews zum Thema Qualität der Gegenwartskunst, Sammelstrategien zeitgenössischer Kunst, Entwicklungen am Kunstmarkt.

## Lehrtätigkeit
Von 1998 bis 2008 hatte Martin Leyer-Pritzkow an der Accademia di belle arti di Venezia (I) einen Lehrauftrag.

## Auswahl kuratierter Ausstellungen
- 2016 H50 21K, Domagk Ateliers, München
- 2015 Natura matrix – Homo Vorax, Collateralevent  der 56. Biennale di Venezia Palazzo Albrizzi gemeinsam mit den Kuratoren Nevia Pizzul-Cappelo und Hans-Joachim Petersen in Venedig
- 2010 Muc-Dus Exchange, White Box, München und E.ON Hauptverwaltung, Düsseldorf
- 2002 Junge Figurative Mönchehaus Museum für moderne Kunst, Goslar
- 2001 Junge Figurative, Carolinenpalais München
- 2000 Adolf Bierbrauer, NRW-Forum Düsseldorf[4]
- 2000 Due Dimensioni – Arte Giovane in Italia e Germania, Köln
- 1999 Due Dimensioni – Arte Giovane in Italia e Germania, Rovigo
- 1998 New German Painters, Decoplage, Miami
- 1998 Due Dimensioni – Arte Giovane in Italia e Germania, Venedig

## Auswahl ausgestellter Künstler
Agata Agatowski, Sarvnaz Alambeigi, Mahssa Askari, Armin Baumgarten, Thomas Bernstein, Ralf Berger, Christoph Beyer, Sarah Budde, Adolf Bierbrauer, Peter Brüning, Stefan Demary, Thea Djordjadze, Inessa Emmer, Stefan Ettlinger, Fabrizio Gazzarri, Jårg Geismar, Karl Otto Götz, Heinz Hausmann, Ulrich Hensel, Hans-Jörg Holubitschka, Gerhard Hoehme, Florian Huth, Ewa Jaczynska, Jacobo Jarach, Jörg Paul Janka, Tina Juretzek, Agnieszka Kaszubowska, Horst Keining, Sven Kierst, Anna Krammig, Hendrik Krawen, Augusta Laar, André Lanskoy, Peter Lindenberg, Bernard Lokai, Yoshiyuki Miura, Maria-Elisabetta Novello, Driss Ouadahi, Lilla von Puttkamer, Jennifer Rieker, Katrin Roeber, Thomas Ruch, Julia Schewalie, Thyra Schmidt, Emil Schumacher, Brigitte Stenzel, Angelika J. Trojnarski, Fritz Winter u. v. m.

## Schriften
- als Hrsg.: Stefan Ettlinger - Sequenzen, Text Stefan Ettlingern, deutsch 7 englisch, 2022, ISBN 978-3-9823565-5-6
- als Hrsg.: Inessa Emma, Color Cut Cut Color, Text Helga Meister, Martin Leyer-Pritzkow, deutsch / englisch, 2021, ISBN 978-3-9823565-3-2
- als Hrsg.: Driss Ouadahi, Les murmures, Text Clemens Henle, Martin Leyer-Pritzkow, deutsch / englisch, 2021, ISBN 978-3-9823565-2-5
- als Hrsg.: Susanne Giring, Volksgarten MON AMOUR, mit Texten von Raimar Stange, Detlef Weinrich, Fotografie: Astrid Piethan und Katja Vielmanns, deutsch / englisch, 2021, ISBN 978-3-9823565-1-8
- als Hrsg.: Hendrik Krawen, der angebrochene Tag, Version II, mit Text von Andreas Reihse, deutsch / englisch, 2021, ISBN 978-3-9823565-0-1.
- als Hrsg.: Atelierbesuche, mit einer Einführung von Lothar Frangenberg;  Arbeiten von Armin Baumgarten, Ralf Berger, Thomas Bernstein, Inessa Emmer, Stefan Ettlinger, Fabrizio Gazzarri, Susanne Giring, Bianca Grüger, Heinz Hausmann, Jörg Paul Janka, Tina Juretzek, Horst Keining, Hendrik Krawen, Katrin Laade, Peter Lindenberg, Bernard Lokai, Dennis Löw, Irina Matthes, Driss Ouadahi, Katrin Roeber, Thomas Ruch, Thyra Schmidt, Stefan Schwarzmüller, Brigitte Stenzel, Text deutsch, englisch, 2021, ISBN 978-3-9820895-9-1
- als Hrsg.: Bernard Lokai - mit einer Einführung von Gertrud Peters (deutsch / englisch), 2021, ISBN 978-3-9820895-8-4
- als Hrsg.: Brigitte Stenzel - Malerei, mit einer Einführung von Anne Rodler (deutsch, englisch), 2021, ISBN 978-3-9820895-7-7
- als Hrsg.: SENNOLIO-Ensemble spielt Hausmusik (ein fiktives Konzert), mit Texten von Heinz Hausmann und Martin Leyer-Pritzkow, 2020, ISBN 978-3-9820895-6-0.
- als Hrsg.: The Pioneer of Social Sculpture I - Adolf Bierbrauer, (englisch), mit Text von Martin Leyer-Pritzkow, 2020, ISBN 978-3-9820895-5-3.
- als Hrsg.: Zündhölzchen macht Chässhüttli (deutsch / englisch) mit Text von Maren Knapp Voith über die Arbeit von Thomas Ruch, Düsseldorf 2020, ISBN 978-3-9820895-4-6.
- als Hrsg.: Lilla von Puttkamer - Portraits without people (deutsch / englisch), mit Interview Lilla von Puttkamer, Düsseldorf 2020, ISBN 978-3-9820895-3-9.
- als Hrsg.: Tina Juretzek, FROM PAST TO FUTURE (deutsch / englisch, mit Interview Tina Juretzek), Düsseldorf 2019, ISBN 978-3-9820895-2-2.
- als Hrsg.: Armin Baumgarten, Adolf Bierbrauer: ZWISCHEN WELTEN. Düsseldorf 2019, ISBN 3-00-012777-1. (deutsch / englisch, mit Texten von Martin Leyer-Pritzkow)
- als Hrsg.: Dennis Löw: Körper und Materie (Body and Matter). Düsseldorf 2019, ISBN 978-3-00-061930-4.
- als Hrsg.: Stefan Ettlinger: Deponatur. Düsseldorf 2019, ISBN 978-3-9820895-0-8. (deutsch / englisch, m. Text von Martin Leyer-Pritzkow)
- Grenzen der Freiheit. Die Ästhetik des Augenblicks, Einführung zu den Fotografien des Künstlers Sven Kierst. dauvi-Verlag, Bergheim 2012, ISBN 978-3-937855-06-6.
- mit Klaus Sebastian: Das Kunstkaufbuch. Prestel Verlag, München / Berlin / London / New York 2005, ISBN 3-7913-3359-3.[5][6]
- als Hrsg.: Fabrizio Gazzarri: Dialoghi Inversi – Fabrizio Gazzarri. Leyer-Pritzkow, Düsseldorf 2003, ISBN 3-00-012419-5.
- als Hrsg.: Junge Figurative. Ketterer-Kunst, München 2001, ISBN 3-00-007375-2.
- als Hrsg.: Adolf Bierbrauer. Leyer-Pritzkow, Düsseldorf 2000, ISBN 3-926820-70-5.
- als Hrsg.: Due Dimensioni, Arte Giovane in Italia e Germania. Leyer-Pritzkow, Düsseldorf 1998, ISBN 3-926820-61-6. (Mit Texten von Massimo Donà, Fabrizio Gazzarri, Martin Leyer-Pritzkow, Antonio Tonato und Luigi Viola)